# Palau Albrizzi
El Palau Albrizzi (o Palau Bonomo Albrizzi ) és un palau de Venècia, situat al barri de San Polo, prop del Ponte delle Tette i no gaire lluny de Campo San Polo i Sant'Aponal.

## Història

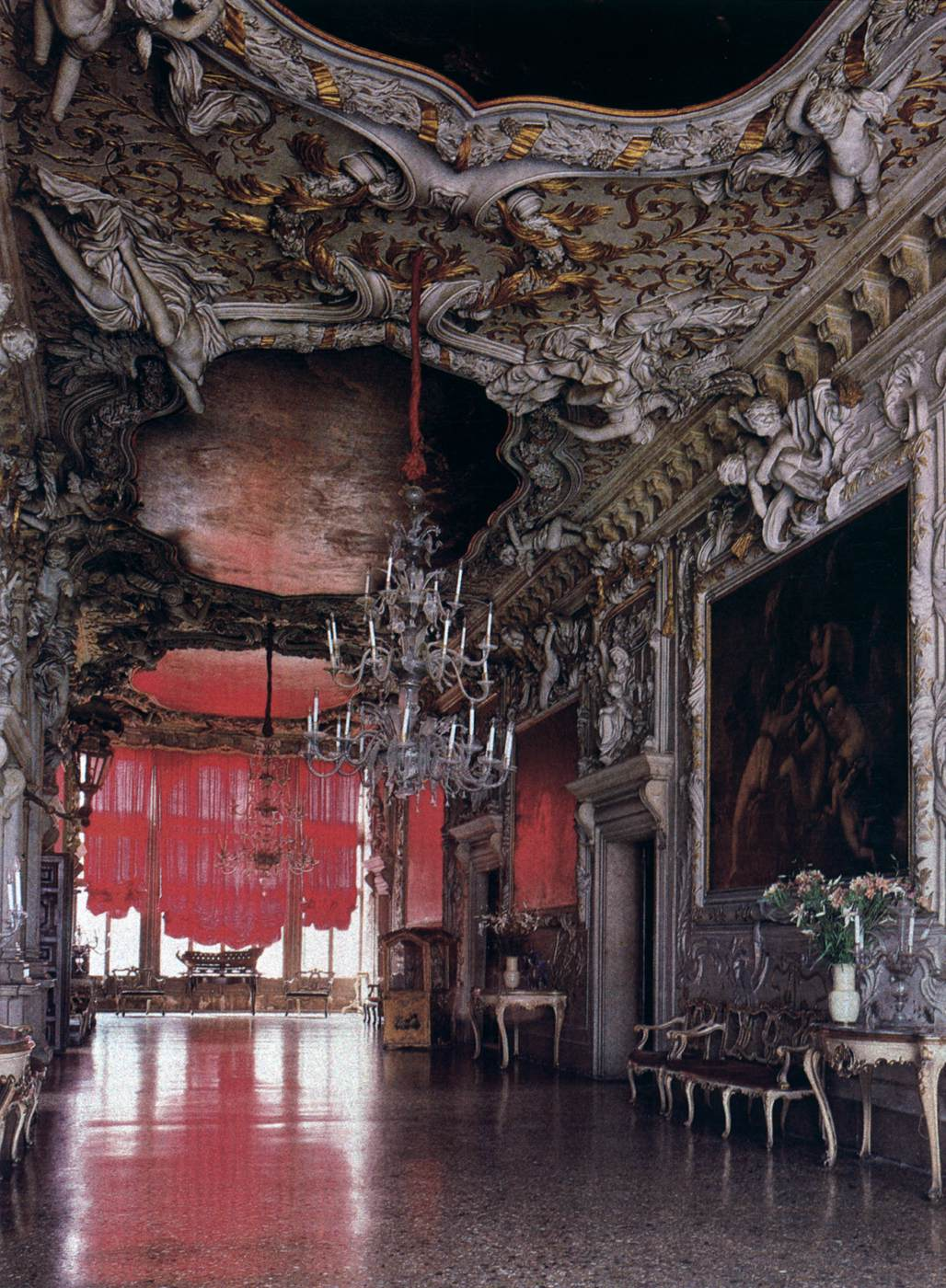
El Portego a la primera planta.

El palau va ser construït aquí per ordre de la família Bonomo, a finals del segle XVI.El 1648, Maffeo II Albrizzi va comprar part de l'edifici. El 1667 la família Albrizzi va ser admesa al Patriciat venecià i el 1692 tot el palau va passar a ser propietat dels fills de Maffeo: Giovan Battista, Antonio, Giuseppe i Alessandro.
El palau, una típica residència noble del segle XVI, ha conservat especialment bé les seves característiques arquitectòniques originals i encara avui és la llar de la noble família veneciana Albrizzi.

## Arquitectura
El palau Albrizzi està distribuït en tres nivells, amb un entresol i un altre a les golfes. Té dues façanes principals, una al Campiello Albrizzi i l'altra al canal. Ambdues es caracteritzen centralment a les dues plantes principals per finestres serlianes superposades i quatre finestres monófores per planta amb marcs de pedra. Dos parells de grans xemeneies, amb una funció decorativa similar a la de les agulles, caracteritzen els extrems de les dues façanes.
A l'interior, hi ha sumptuoses obres d'estuc d'Abbondio Stazio i el seu deixeble Carpoforo Mazzetti Tencalla, que les van dur a terme entre 1699 i 1710. Als sostres hi ha un cicle de frescos profans que daten del 1701-02 de Giovanni Antonio Pellegrini. A més, conserven pintures del segle XVII, inclosa una Annunciazione (Anunciació) de Pietro Liberi.
La Casa Albrizzi conserva un important arxiu històric que també inclou documents relacionats amb les possessions tiroleses de la família, en particular els relacionats amb Castel d'Enna a la vall de l'Adige.

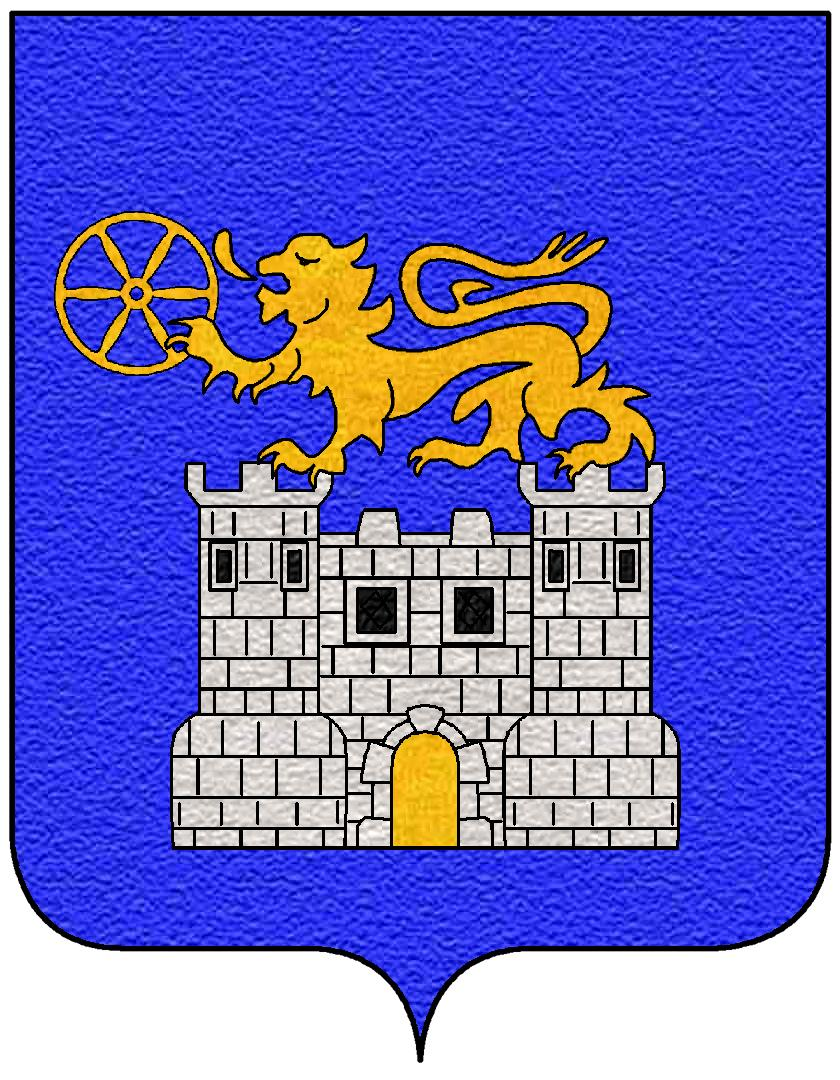
L'escut d'armes dels Albrizzi

El palau té un gran jardí privat renovat a finals dels anys vuitanta per l'arquitecte paisatgista americà Bruce Kelly: està situat a la riba oposada del rierol sobre el qual domina la façana i està connectat directament a la residència per un pont reservat als propietaris.

## Família Albrizzi
Originaris de Llombardia, es van traslladar a Venècia, on van exercir com a comerciants i advocats. Van posar la seva flota a disposició de la Sereníssima durant les guerres contra els turcs i van anar adquirint gradualment prestigi i riquesa, tant que el 31 de maig de 1667 van ser admesos al Patriciat venecià i al Gran Consell, al qual van proporcionar vuit senadors i dos procuradors de Sant Marc.

## Galeria d'imatges

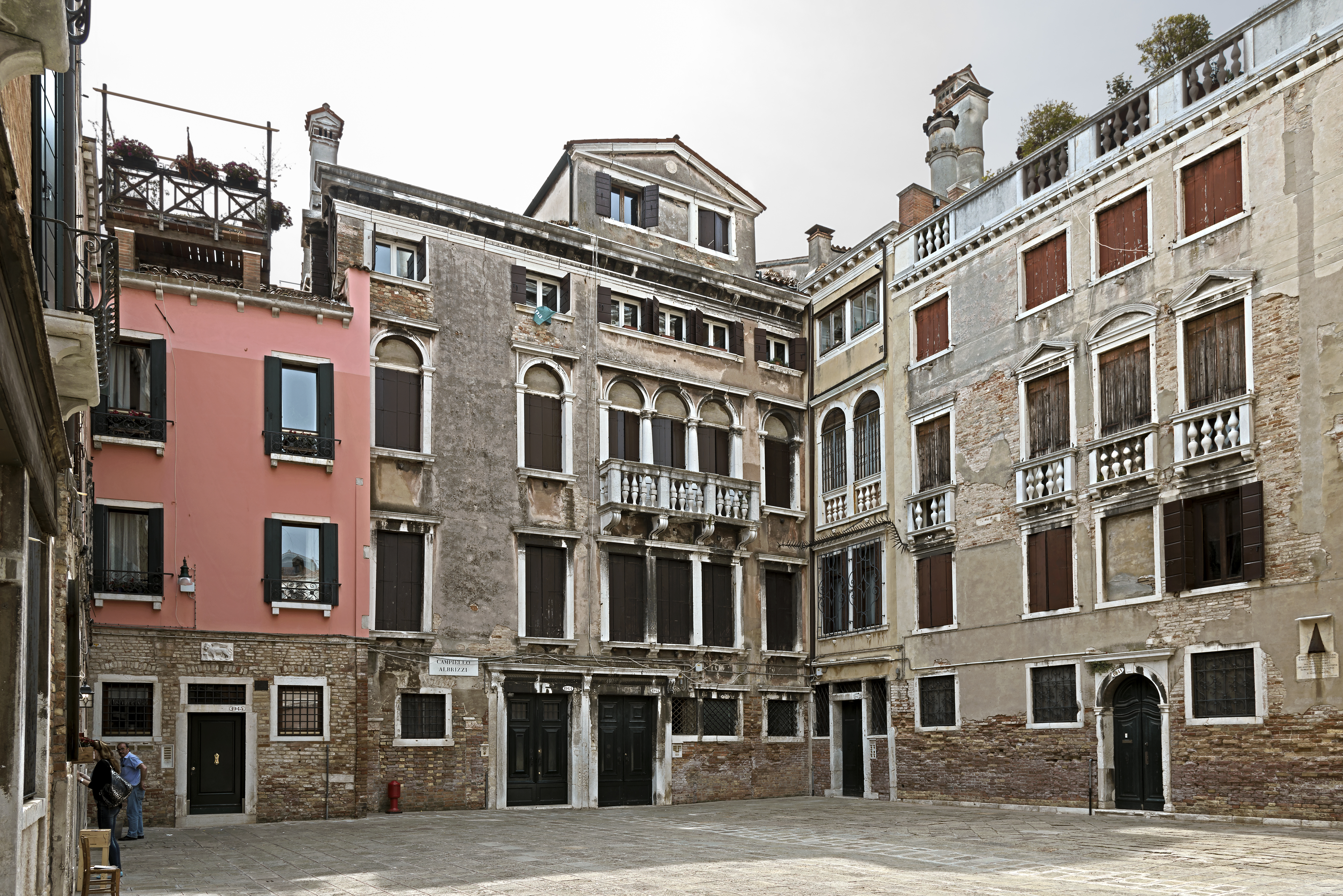
Camp d'Albrizzi.
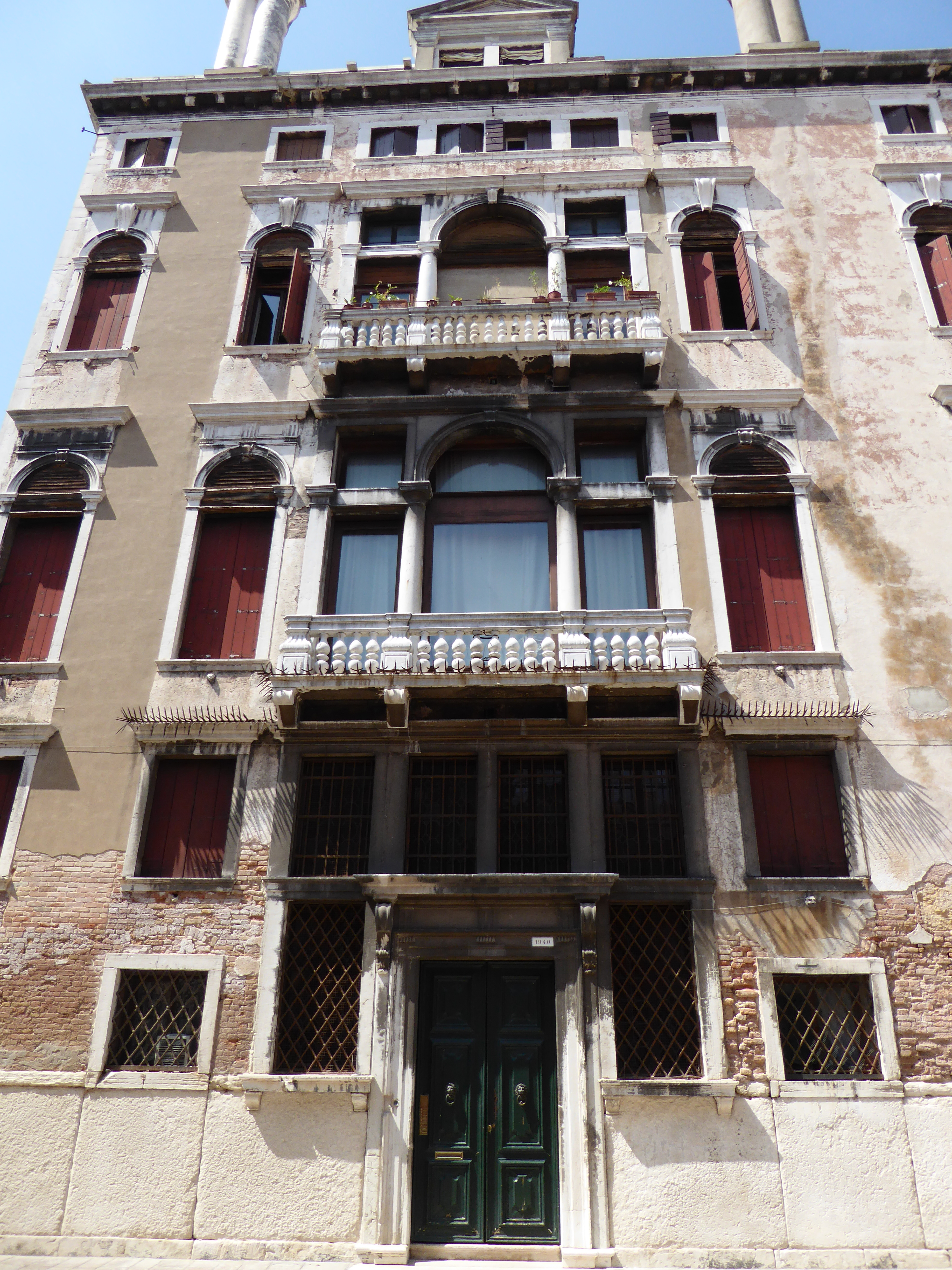
La façana des de terra.
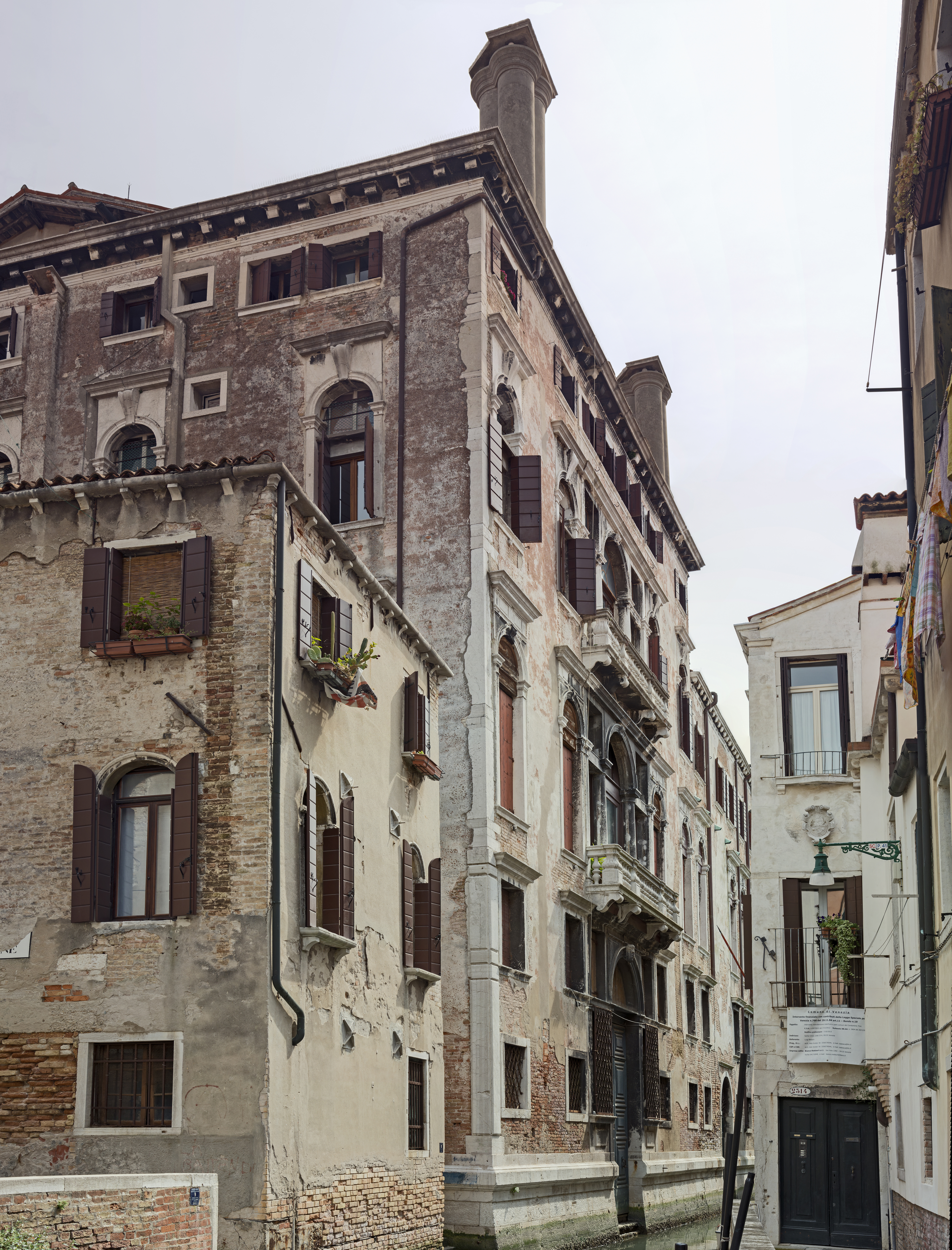
El passeig marítim vist des del Ponte delle Tette.
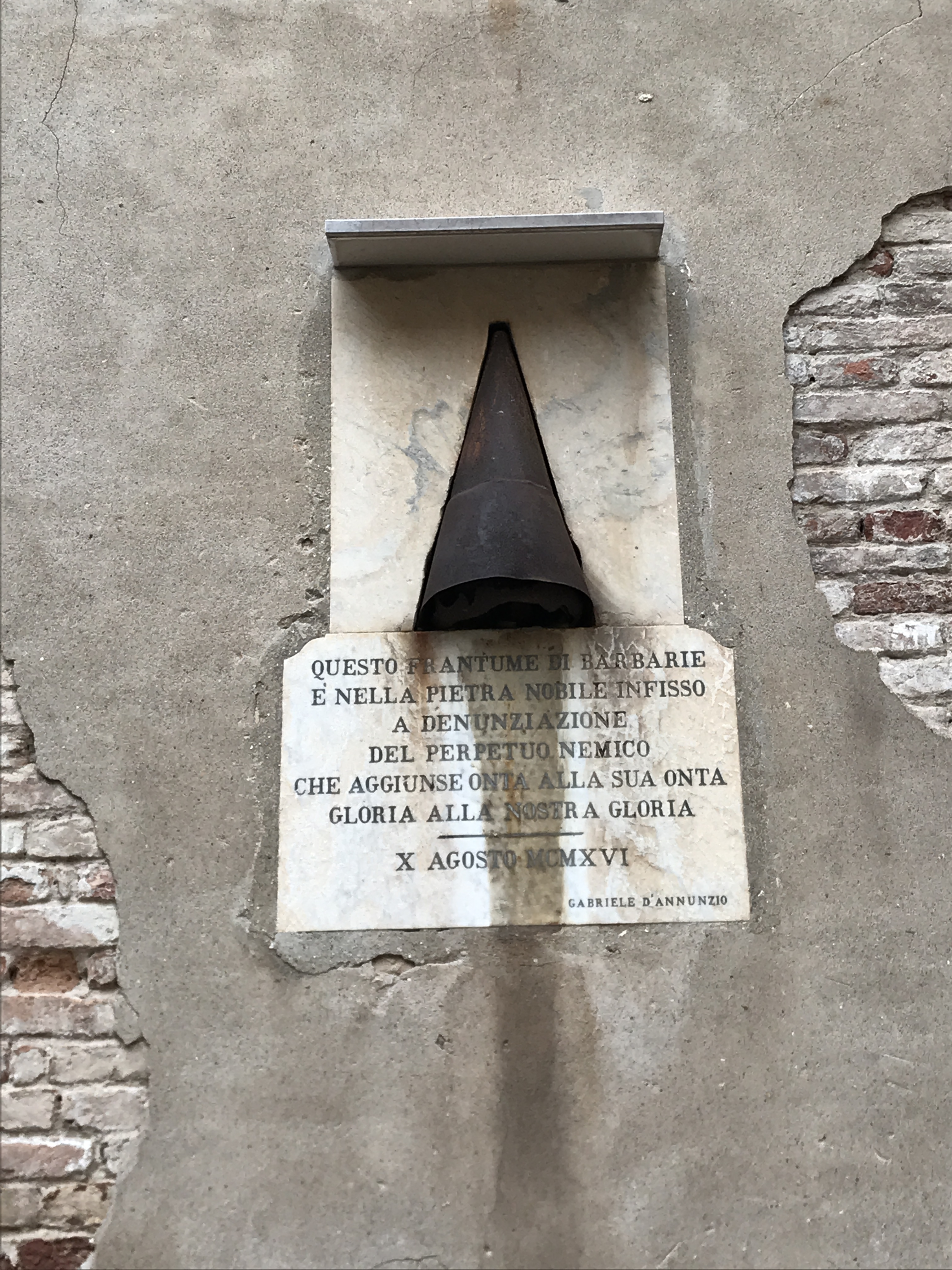
Placa amb el con del morro d'una bomba austríaca llançada sobre Venècia durant la Primera Guerra Mundial; la inscripció de sota és de Gabriele D'Annunzio.